# Берлінська мечеть
Вільмерсдорфська мечеть (нім. Wilmersdorfer Moschee) — мечеть Берліна. Розташована в районі Вольмерсдорф.

## Історія
Мечеть була збудована за проєктом архітектора К. А. Германа. До цього в 1915 році на кошти Німецького рейху для військовополонених-мусульман була побудована дерев'яна мечеть, яка була зруйнована у 1920-х роках через її старіння.
Будівництво мечеті розпочалося 1924 року.
Мечеть була урочисто відкрита 23 березня 1928 року.
Мечеть є власністю та обслуговується Лахорським Ахмадійським рухом.
Будівля мечеті Ахмадія має мінарет висотою 32 метра. Споруда була сильно пошкоджена в результаті бойових дій, що проводилися під час Другої світової війни. Зокрема, в результаті обстрілів Червоної армії мінарети були зруйновані, а купол пошкоджений артилерією.
У серпні 1945 року близько 200 мусульман прибули на перше служіння у збереженій кімнаті парафіяльної зали. 24 червня 1952 року повернули вірянам.